# Compte-fils

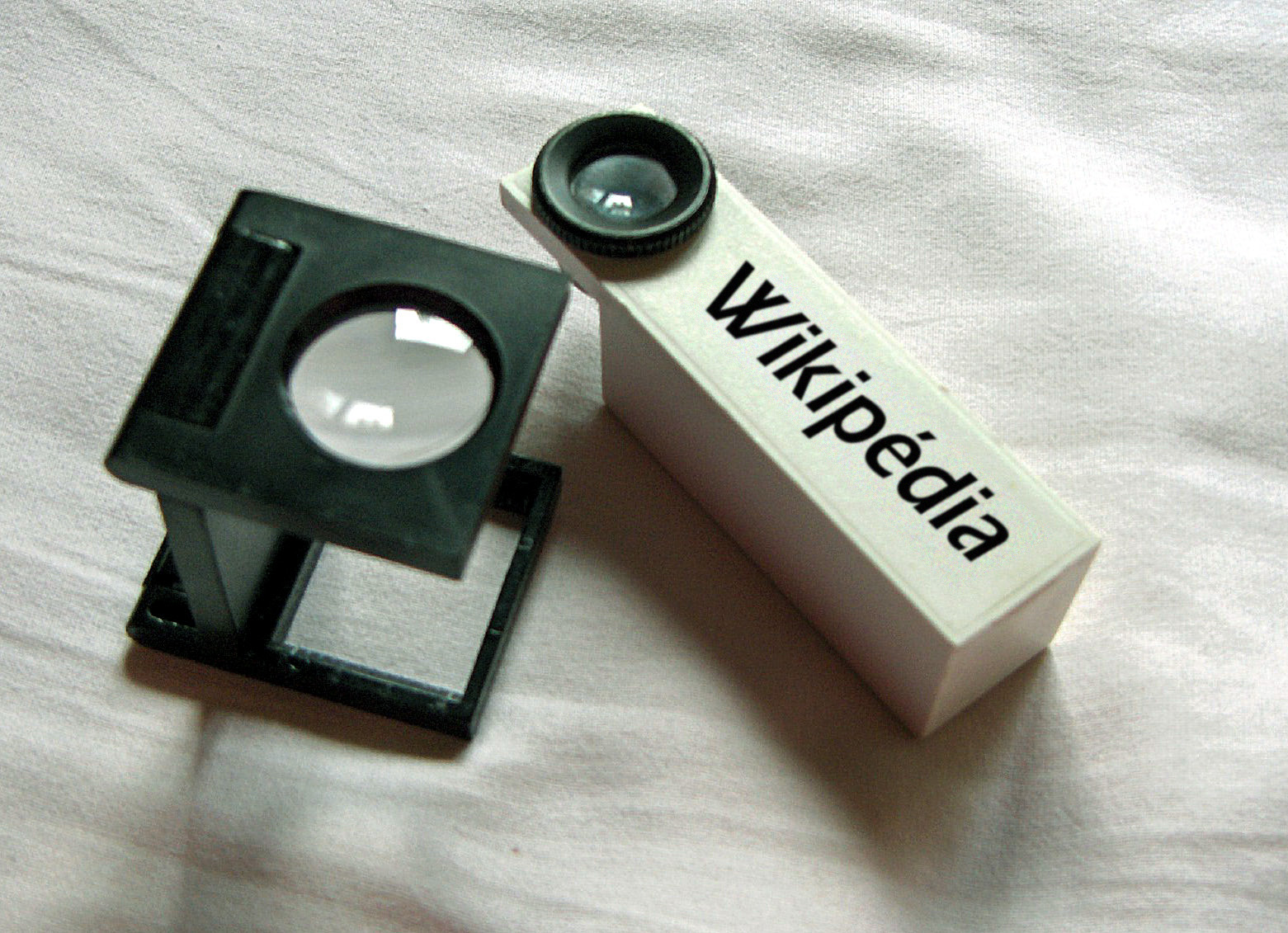
Compte-fils.

Un compte-fils est une loupe à fort grossissement munie d'un support, qui en assure la distance optimale à ce qui est examiné, et d'une échelle de mesure.
Il est destiné à l'examen de détails d'un objet plat que l'œil peut avoir des difficultés à percevoir, dans un champ d'environ deux centimètres ou un pouce.

## Fabrication

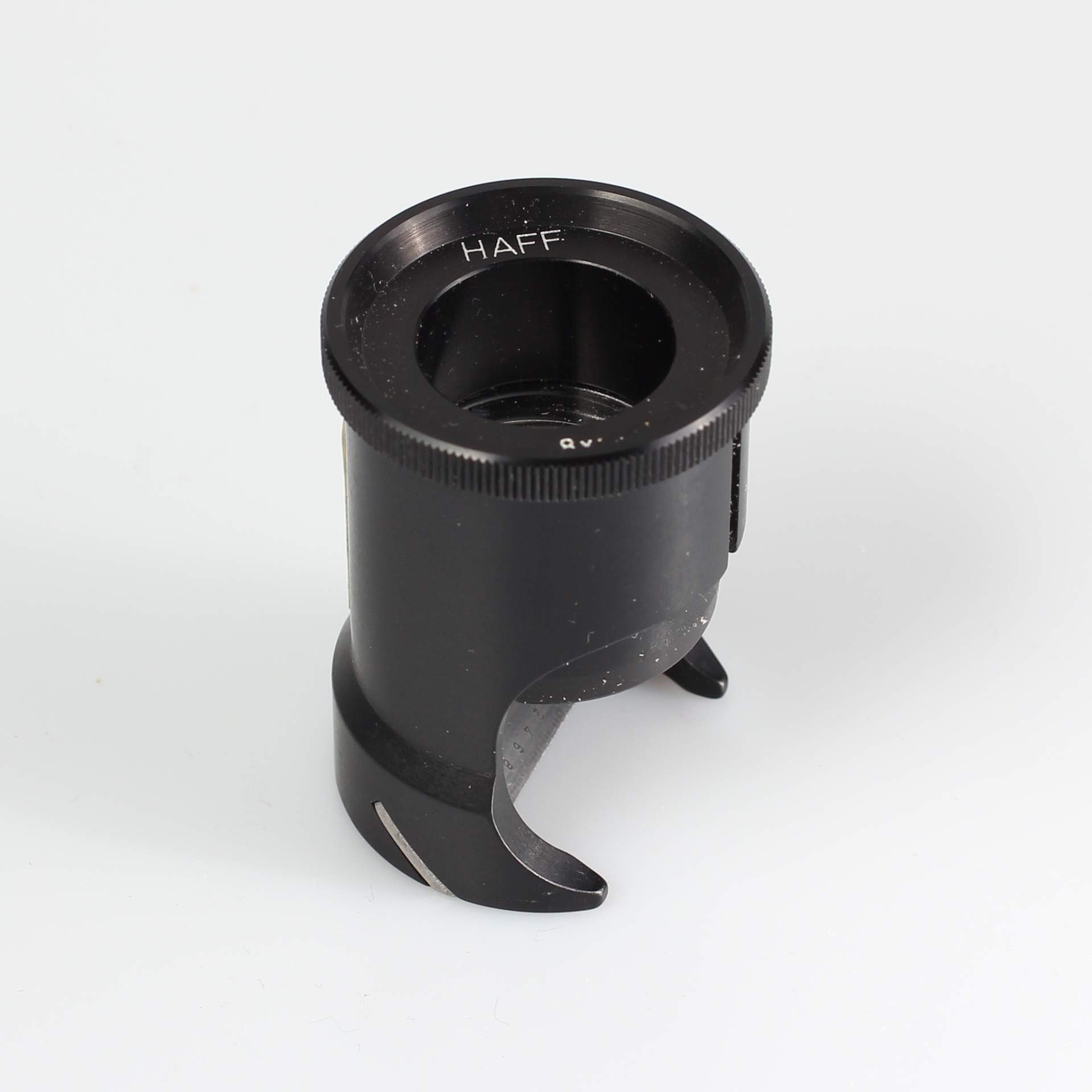
Compte-fils 8× de table ou d'atelier.

Le compte-fils consiste en une lentille circulaire montée sur un support de formes et de tailles diverses. Le grossissement est de 6 à 10 fois.
La monture prévoit généralement une large ouverture permettant à la lumière d'éclairer la matière à examiner. Une ouverture d'un seul côté favorise la vision de ses reliefs, notamment des fils d'un textile. Un support en matière plastique transparente permet une lumière diffuse, plus favorable dans certains cas, comme l'examen d'un imprimé. Un support opaque ne convient qu'à l'examen par transparence.
La graduation peut se trouver sur un cadre bordant le champ d'observation, ou sur un verre réticulé. Les dispositifs les plus élaborés, pouvant comporter des réticules interchangeables et des grossissements plus importants se désignent plutôt comme loupe de mesure (de).

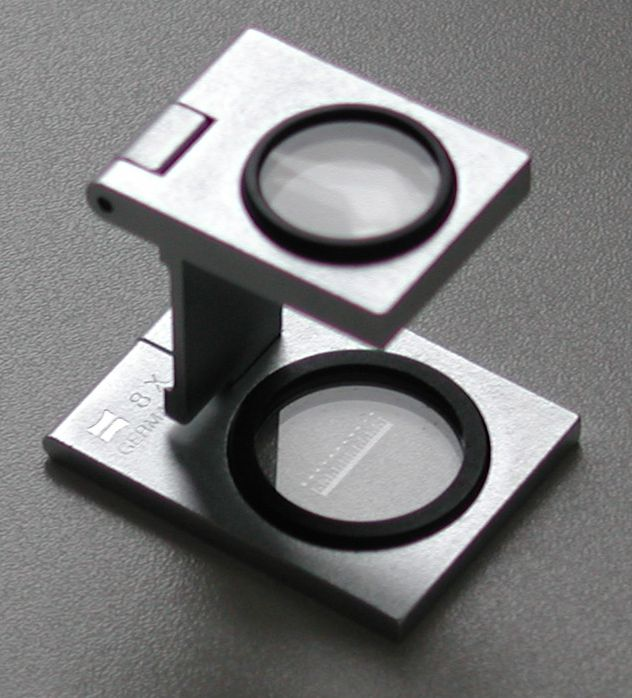
Compte-fils 8× avec échelle graduée dans le champ d’observation.

Un modèle courant se compose de trois parties articulées pour se replier et être rangé ou transporté : le premier élément porte la lentille, le deuxième donne la hauteur imposée par la focale de la lentille, le troisième, posé directement sur l’objet à examiner, est un cadre dont le pourtour est gradué en millimètres ou autres unités, selon l’usage auquel il est destiné.

## Usage
On utilise le compte-fils en approchant son œil au plus près de la lentille, contrairement à certaines loupes dotées d’un support, qui présentent une grande surface de vision, mais un agrandissement moindre. 

### Textile
Comme son nom l’indique, le compte-fils a d’abord servi dans l’industrie textile, pour vérifier la densité de la trame d'un tissu, les points d'un tricot. Le compte-fils utilisé notamment par les canuts lyonnais se nomme quart de pouce, du nom de l’unité de mesure qu’ils employaient et qui s’est maintenue.

### Imprimerie
L’usage du compte-fils s’est généralisé dans les arts graphiques et l’imprimerie : contrôle de la composition, de la trame, de la photogravure. Il permet quelquefois de détecter des défauts sur la plaque d'impression ou la feuille imprimée et sert également à contrôler le repérage. 
Il permet aussi de déterminer la nature d’un document imprimé tel qu’une gravure ou une estampe.

### Photographie
En photographie argentique, le compte-fils sert à examiner une diapositive sur table éclairante ; plus rarement, pour juger la composition et le contraste d'un négatif dont on n'aurait pas de tirage contact. Pour évaluer la netteté ou le grain d'un négatif il faut un microscope, à moins qu'il ne s'agisse d'un grand format
[réf. souhaitée].
La retouche et le repiquage se font le plus souvent sous une loupe, qui peut être de forme similaire au compte-fils pliable, mais dont le grossissement n'est que de quelques unités.

## Histoire
Le Dictionnaire technologique publié de 1822 à 1835 consacre un article au compte-fils, alors qu'il n'a pas acquis sa forme actuelle : « C’est une loupe soutenue sur deux montans de cuivre, à une distance convenable
d’un disque percé d’un trou carré ; cette distance est déterminée par le foyer du verre lenticulaire, de manière qu’on ait la vision très nette des objets placés sous ce disque ».
À la fin du siècle, le compte-fils est un objet de commerce courant.